# 11 апреля
11 апреля — 101-й день года (102-й в високосные годы) по григорианскому календарю.
До конца года остаётся 264 дня.
До 15 октября 1582 года — 11 апреля по юлианскому календарю, с 15 октября 1582 года — 11 апреля по григорианскому календарю.
В XX и XXI веках соответствует 29 марта по юлианскому календарю.

## Праздники и памятные дни

### Международные
- Всемирный день борьбы с болезнью Паркинсона.
- Международный день освобождения узников нацистских концлагерей.

### Национальные
- Коста-Рика — День национальных героев (с 1856), День битвы Риваса.
- Либерия — День Молитвы.
- Уганда — День свободы.

### Религиозные

#### Католические
- Память святого Варсонофия
- Память святого Станислава Щепановского
- Память святой Годеберты
- Память святой Джеммы Гальгани

#### Православные[2][3][4]
- Память мучеников Марка, епископа Арефусийского, Кирилла диакона и иных многих (364 год)[5];
- память преподобного Иоанна Египетского, пустынника (IV век);
- память святителя Евстафия, исповедника, епископа Кийского (Вифинского) (IX век)[6];
- память преподобных Марка (XV век) и Ионы (1480 год) Псково-Печерских;
- память священноисповедника Михаила Викторова, пресвитера (1933 год).

### Именины
- Православные: Антип, Иван, Кирилл, Марк, Яков.
- Католические: Эмма, Леонтий, Филипп, Валерий, Станислав.

## События
См. также: Категория:События 11 апреля

### До XIX века
- 217 — Макрин стал римским императором.
- 491 — после смерти Флавия Зенона правителем Византии становится Анастасий I.
- 618 — крушение империи Суй: заговорщики убили императора Ян-ди[7].
- 1079 — по приказу польского короля казнён краковский епископ Станислав Щепановский, который позднее будет канонизирован и станет святым покровителем Польши (по другой версии, убит 8 мая[8]).
- 1111 — похищение Генрихом V папы римского Пасхалия II.
- 1241 — король Бела IV Венгерский наголову разбит ханом Батыем.
- 1512 — битва при Равенне.
- 1689 — Мария II и Вильгельм III Оранский коронованы как соправители в Вестминстерском аббатстве по итогам «Славной революции»[9].
- 1713 — Утрехтский мирный договор после войны за Испанское наследство, заключены основные соглашения.

### XIX век
- 1803 — французский министр иностранных дел Шарль Талейран предложил продать всю территорию Луизианы Соединённым Штатам.
- 1814 — Договором в Фонтенбло заканчивается Война шестой коалиции. Наполеон Бонапарт отрекается от престола и отправляется в изгнание на Эльбу.
- 1822 — Хиосская резня в Греции.
- 1847 — открыто заседание первого прусского парламента (ландтага).
- 1855 — первые блоки Британских колонн установлены в Лондоне; всего их будет шесть и они будут зелёного цвета.
- 1856 — Битва при Ривасе между войсками авантюриста Уокера и добровольцами Коста-Рики.
- 1865 — Луи Пастер подал заявку на патент с новым «способом сохранения вина», который получил название пастеризация[10].
- 1888 — в Амстердаме официально открыт концертный зал «Консертгебау».
- 1894 — Великобритания объявила протекторат над Угандой.
- 1899 — Испания передала остров Пуэрто-Рико Соединённым Штатам Америки.

### XX век
- 1908 — спущен на воду последний немецкий броненосный крейсер SMS Blücher.
- 1909 — основан город, через год названный Тель-Авивом.
- 1927 — принята конституция Белоруссии.
- 1944 — освобождение Керчи и Джанкоя от немецко-фашистских захватчиков.
- 1945
  - Освобождение концентрационного лагеря Бухенвальд. Его узники подняли интернациональное восстание против гитлеровцев и сумели выйти на свободу.
  - В Москве подписан советско-югославский договор о дружбе, взаимной помощи и послевоенном сотрудничестве сроком на 20 лет[11]. Этот договор был денонсирован советской стороной в сентябре 1949 в связи с резким ухудшением отношений с Югославией.
- 1951 — студенты вернули похищенную священную реликвию Шотландии Скунский камень в Арбротское аббатство.
- 1961
  - Боб Дилан дебютировал в городе Нью-Йорк.
  - В Иерусалиме начался суд над бывшим оберштурмбаннфюрером СС Адольфом Эйхманом.
- 1963
  - The Beatles выпустили сингл From Me to You, который стал их первой песней, занявшей первое место в английском хит-параде.
  - На экраны вышла кинокомедия Алексея Мишурина и Николая Литуса «Королева бензоколонки» с Надеждой Румянцевой в главной роли.
- 1964 — на экраны вышел фильм Георгия Данелии «Я шагаю по Москве».
- 1967 — в лондонском Национальном театре прошла премьера первой пьесы драматурга Тома Стоппарда (англ. Tom Stoppard) «Розенкранц и Гильденстерн мертвы».
- 1970 — запущен Аполлон-13.
- 1979 — свержение угандийского диктатора Иди Амина.
- 1981 
  - Во время гастролей в германском городе Фюрте заявили о своём невозвращении в СССР дирижёр Максим Шостакович и пианист Дмитрий Шостакович — сын и внук композитора Дмитрия Дмитриевича Шостаковича.
  - Массовое убийство в Кедди
- 1982 — статьёй «Рагу из синей птицы» в «Комсомольской правде» начата кампания травли группы «Машина времени».
- 1986 — бойня в Майами с участием агентов ФБР и грабителей банка.

### XXI век
- 2002 — попытка государственного переворота в Венесуэле.
- 2007 — взрывы в Алжире, 33 погибших, более 200 раненых.
- 2008
  - В Вашингтоне в заново отстроенном здании открылся Музей журналистики и новостей.
  - Впервые в своей истории чемпионом России по хоккею стал уфимский «Салават Юлаев».
- 2011 — произошёл взрыв на станции «Октябрьская» минского метрополитена.
- 2017 — прекращение расширенной технической поддержки операционной системы Windows Vista.
- 2018 — катастрофа Ил-76 в Алжире, 257 погибших, одна из крупнейших в истории авиации.
- 2021 — убийство Данте Райта в Миннесоте.
- 2023 — Гражданская война в Мьянме: авиаудар по Пазичжи, более 160 погибших.

## Родились
См. также: Категория:Родившиеся 11 апреля

### До XIX века
- 146 — Луций Септимий Север (ум. 211), римский император (193—211).
- 1357 — Жуан I Великий (ум. 1433), король Португалии и Алгарве (1385—1433); положил начало Ависской династии.
- 1370 — Фридрих I (ум. 1428), курфюрст Саксонии (с 1423), маркграф Мейсена (с 1381).
- 1492 — Маргарита Наваррская (ум. 1549), французская принцесса, сестра короля Франциска I, одна из первых женщин-писательниц во Франции.
- 1722 — Кристофер Смарт (ум. 1771), английский поэт.
- 1755 — Джеймс Паркинсон (ум. 1824), английский химик, геолог и врач, описавший «дрожательный паралич», который ныне называют болезнью Паркинсона.
- 1767 — Жан-Батист Изабе (ум. 1855), французский художник, придворный портретист Наполеона.
- 1770 — Джордж Каннинг (ум. 1827), английский политический деятель, представитель либерального крыла партии тори.
- 1772 — Мануэль Хосе Кинтана (ум. 1857), испанский поэт, писатель, общественный деятель.

### XIX век
- 1803
  - Александр Башуцкий (ум. 1876), русский писатель, журналист, издатель.
  - «родился» (согласно «Жизнеописанию») Козьма Прутков («умер» в 1863).
- 1810 — Генри Кресвик Роулинсон (ум. 1895), британский востоковед и дипломат, один из основателей ассириологии.
- 1825 — Фердинанд Лассаль (ум. 1864), философ, юрист, экономист и политик, родоначальник немецкой социал-демократии.
- 1827 — Джеймс Огастес Грант (ум. 1892), шотландский исследователь Восточной Африки, участник экспедиции, открывшей истоки Нила.
- 1854 — Мария Савина (ум. 1915), русская актриса.
- 1862 — Уильям Уоллес Кэмпбелл (ум. 1938), американский астроном, исследователь атмосферы Марса.
- 1869 — Густав Вигеланд (ум. 1943), норвежский скульптор (площадь фонтанов в Осло и др.).
- 1880 — Иван Касаткин (расстрелян в 1938), русский советский писатель («Лесная быль», «Перед рассветом» и др.).
- 1887 — Джон Джордж Филлипс (ум. 1912),  старший из радистов «Титаника». Погиб в кораблекрушении.
- 1888 — Франческа Бертини (урожд. Элена Серачини Витьелло; ум. 1985), актриса театра и кино, режиссёр, продюсер, сценарист, первая итальянская кинозвезда.
- 1893 — Дин Ачесон (ум. 1971), американский политик, госсекретарь США в 1949—1953 гг.
- 1894 — Эмиль Кио (наст. фамилия Гиршфельд; ум. 1965), артист цирка, иллюзионист, народный артист РСФСР.
- 1899
  - Перси Джулиан (ум. 1975), американский химик, пионер химического синтеза лекарственных средств из растений.
  - Владимир Чижевский (ум. 1972), советский авиаконструктор.

### XX век
- 1901 — Александр Андронов (ум. 1952), советский физик, механик и математик, академик АН СССР.
- 1905 — Леонид Тубельский (ум. 1961), советский писатель, драматург и киносценарист, писавший в содружестве с П. Л. Рыжеем под псевдонимом «Братья Тур».
- 1907
  - Николай Девятков (ум. 2001), советский и российский учёный в области военной и медицинской электроники, академик.
  - Пол Дуглас (ум. 1959), американский актёр.
- 1908 — Масару Ибука (ум. 1998), японский инженер и предприниматель, один из основателей компании Sony.
- 1910 — Антониу ди Спинола (ум. 1996), португальский политический и военный деятель, губернатор Португальской Гвинеи в 1968—1973 годах, Президент Португальской республики в 1974 году.
- 1914 — Норман Макларен (ум. 1987), канадский кинорежиссёр-мультипликатор и художник; родом из Шотландии.
- 1920
  - Эмилио Коломбо (ум. 2013), итальянский политик, премьер-министр Италии (1970—1972).
  - Питер О’Доннелл (ум. 2010), английский писатель и сценарист.
- 1925 — Горди Джованелли (ум. 2022), американский гребец, олимпийский чемпион (1948).
- 1928 — Юрий Калачников (ум. 1998), советский конструктор артиллерийского вооружения (РСЗО «Град», «Ураган», «Смерч», артиллерийские системы «Гиацинт» и «Тюльпан»).
- 1929 —  Джек Беттс (ум. 2025), американский актёр.
- 1930 — Антон Шандор Лавей (ум. 1997), гражданин США, основоположник философии сатанизма, основатель Церкви Сатаны.
- 1931 — Мустафа Дагыстанлы (ум. 2022), турецкий борец вольного стиля, двукратный олимпийский чемпион (1956, 1960).
- 1934 — Марк Стрэнд (ум. 2014), канадо-американский поэт, эссеист, переводчик.
- 1936 — Дмитрий Бобышев, русский поэт, переводчик, эссеист, историк литературы, профессор Иллинойсского университета.
- 1937 — Хорст Зееман (ум. 2000), немецкий кинорежиссёр, сценарист и композитор.
- 1942 — Анатолий Березовой (ум. 2014), лётчик-космонавт СССР, Герой Советского Союза.
- 1944 — Джон Милиус, американский киносценарист, режиссёр, продюсер («Апокалипсис сегодня», «Конан-варвар» и др.).
- 1948
  - Марчелло Липпи, итальянский футболист и футбольный тренер.
  - Георгий Ярцев (ум. 2022), советский футболист, советский и российский футбольный тренер.
- 1951 — Джеймс Патрик Келли, американский писатель-фантаст.
- 1953
  - Ги Верхофстадт, бельгийский политик, премьер-министр Бельгии (1999—2008).
  - сэр Эндрю Уайлс, английский и американский математик, доказавший теорему Ферма.
- 1954 — Валерий Гаркалин (ум. 2021), советский и российский актёр, театральный педагог, народный артист РФ.
- 1956 — Ефрем Амирамов, российский певец, автор песен, телепродюсер.
- 1958
  - Николай Арутюнов, советский и российский певец, музыкант, автор песен, лидер группы «Лига блюза».
  - Алексей Ермолинский, советский и американский шахматист, тренер, комментатор.
  - Людмила Кондратьева, советская бегунья-спринтер, олимпийская чемпионка на дистанции 100 метров (1980).
  - Сергей Кошонин, советский и российский актёр театра и кино.
- 1960 — Джереми Кларксон, английский журналист, ведущий телешоу на автомобильную тематику Top Gear.
- 1961 — Винсент Галло, американский киноактёр, режиссёр, сценарист, продюсер, кинокомпозитор.
- 1963 — Ксения Ларина (наст. имя Оксана Баршева), российская журналистка, обозреватель «Эха Москвы».
- 1964 — Войцех Плохарский, польский журналист, автор текстов песен, композитор, путешественник.
- 1965
  - Ирина Безрукова, российская актриса театра, кино и озвучивания, телеведущая, общественный деятель.
  - Дмитрий Соколов, российский юморист.
- 1966 — Лиса Стэнсфилд, английская певица, автор песен.
- 1968 — Сергей Лукьяненко, российский писатель-фантаст.
- 1969
  - Дмитрий Богачёв, российский театральный продюсер, генеральный директор «Стейдж Энтертейнмент».
  - Михаэль фон Грюниген, швейцарский горнолыжник, двукратный чемпион мира (1997, 2001).
- 1970 — Тревор Линден, канадский хоккеист и тренер.
- 1971 — Оливер Ридель, бас-гитарист немецкой группы Rammstein.
- 1973
  - Райан Шак, американский гитарист, участник рок-группы Orgy.
  - Дженнифер Эспозито, американская актриса кино и телевидения.
- 1974
  - Алекс Корретха, испанский теннисист, экс-вторая ракетка мира.
  - Триша Хелфер, канадская актриса и модель.
- 1981
  - Алессандра Амбросио, бразильская супермодель.
  - Елена Борщёва, российская юмористка.
- 1983
  - Энналейна Маркс (наст. имя Энн Элейн Маркли), американская актриса кино и телевидения, фотомодель, каскадёр.
  - Дженнифер Хейл, канадская фристайлистка, олимпийская чемпионка (2006), 4-кратная чемпионка мира.
- 1984 — Никола Карабатич, французский гандболист, трёхкратный олимпийский чемпион (2008, 2012 и 2020), многократный чемпион мира и Европы.
- 1985 — Ли Гын Хо, южнокорейский футболист, футболист года в Азии (2012).
- 1986 — Лена Шёнеборн, немецкая спортсменка, олимпийская чемпионка по современному пятиборью (2008).
- 1987 — Джозеф Салливан, новозеландский спортсмен, олимпийский чемпион в академической гребле.
- 1991 — Эрина Мано, японская певица и актриса.
- 1994 — Дункан Лоуренс, нидерландский музыкант и певец.
- 1994 — Дакота Блю Ричардс, английская актриса кино и телевидения.
- 1996 — Деле Алли, английский футболист.
- 1997 — Melovin (наст. имя Константин Бочаров), украинский певец, музыкант и композитор, участник «Евровидения-2018».
- 2000 — Морган Лили, американская актриса.

### XXI век
- 2002 — Пётр Гуменник, российский фигурист, серебряный (2023) и бронзовый (2024) призёр чемпионата России

## Скончались
См. также: Категория:Умершие 11 апреля

### До XIX века
- 1079 — Станислав (р. 1030), епископ Кракова, католический святой, покровитель Польши.
- 1165 — Иштван IV (р. 1133), король Венгрии (в 1163 г.).
- 1508 — Гвидобальдо да Монтефельтро (р. 1472), герцог Урбинский, один из наиболее известных меценатов своего времени.
- 1514 — Донато Браманте (р. 1444), итальянский архитектор, основоположник архитектуры Высокого Возрождения.
- 1744 — Антиох Дмитриевич Кантемир (р. 1708), знаменитый русский поэт-сатирик, выдающийся дипломат своего времени, деятель раннего русского Просвещения.
- 1783 — граф Никита Панин (р. 1718), русский дипломат и государственный деятель, президент Коллегии иностранных дел (1763—1781).

### XIX век
- 1801 — Антуан Ривароль (р. 1753), французский писатель.
- 1845 — Николай Мордвинов (р. 1754), российский государственный и общественный деятель, экономист.
- 1854 — Карл Адольф фон Базедов (р. 1799), немецкий физик и врач, описавший Базедову болезнь.
- 1869 — Евгения Колосова (р. 1780), русская пантомимная танцовщица, балерина.
- 1875 — Генрих Швабе (р. 1789), немецкий астроном и ботаник.
- 1884 — Жан Батист Дюма (р. 1800), французский химик, основоположник органической химии.
- 1887 — Пётр Сокальский (р. 1832), украинский композитор.
- 1893 — Авдотья Панаева (р. 1820), русская писательница, автор воспоминаний и двух романов в соавторстве с Н. А. Некрасовым («Три страны света», «Мёртвое озеро»).
- 1895 — Юлиус Лотар Мейер (р. 1830), немецкий химик.

### XX век
- 1916 — Ричард Хардинг Дэвис (р. 1864), американский журналист и писатель.
- 1918 — Отто Вагнер (р. 1841), австрийский архитектор, основоположник современной европейской архитектуры.
- 1919 — Юрий Веселовский (р. 1872), русский поэт-переводчик и литературовед.
- 1921 — Сергей Волнухин (р. 1859), русский скульптор.
- 1925 — Герман Пааше (р. 1851), немецкий экономист, статистик и политик, автор индекса Пааше.
- 1934 — Джон Кольер (р. 1850), английский художник-прерафаэлит.
- 1950
  - Николай Адуев (настоящая фамилия Рабинович; р. 1895), советский поэт-сатирик, драматург, беллетрист.
  - Вацлав Нижинский (р. 1889), российский артист балета и хореограф, новатор танца.
- 1958 — Константин Юон (р. 1875), советский и российский художник («Мартовское солнце», «Утро индустриальной Москвы» и др.).
- 1960 — Александр (Немоловский) (р. 1876), митрополит Брюссельский и Бельгийский в юрисдикции Русской православной церкви.
- 1962
  - Майкл Кёртис (р. 1888), американский кинорежиссёр.
  - Юлиан Шиманский (р. 1883), советский учёный-кораблестроитель, академик АН СССР.
- 1970 — Кэти О’Доннелл (настоящее имя Энн Стили; р. 1925), американская актриса.
- 1973 — Александр Иванов-Крамской (р. 1912), классический гитарист, композитор, заслуженный артист РСФСР.
- 1976 — Александр Гладков (р. 1912), русский советский драматург, автор сценария фильма «Гусарская баллада».
- 1977 — Жак Превер (р. 1900), французский поэт.
- 1979 — Леонид Быков (р. 1928), украинский советский актёр, кинорежиссёр, сценарист.
- 1983 — Георгий Сальников (р. 1909), театральный актёр, народный артист РСФСР.
- 1985 — Энвер Ходжа (р. 1908), руководитель социалистической Албании (1944—1985).
- 1987
  - Василий Карцев (р. 1920), советский футболист, тренер.
  - Эрскин Колдуэлл (р. 1903), американский писатель.
  - Примо Леви (р. 1919), итальянский химик, писатель.
- 1990 — Всеволод Азаров (р. 1913), русский советский поэт, публицист, драматург.
- 1992 — Алехандро Обрегон (р. 1920), колумбийский художник-модернист.
- 1993 — Вацлав Дворжецкий (р. 1910), актёр театра и кино, народный артист РСФСР.

### XXI век
- 2006 — убит Proof (р. 1973), американский рэпер, автор песен, член группы D12.
- 2007 — Курт Воннегут (р. 1922), американский писатель.
- 2008 — Римма Быкова (р. 1926), актриса, кинорежиссёр, народная артистка РСФСР.
- 2009 — Альберт Черненко (р. 1935), советский и российский юрист и философ.
- 2010 — Жан Буатё (р. 1933), французский пловец, олимпийский чемпион (1952).
- 2011 — Яков Костюковский (р. 1921), драматург, сценарист художественных и мультипликационных фильмов.
- 2015 — Самвел Григорян (р. 1930), советский и российский учёный в области механики, академик РАН.
- 2016 — Альберт Филозов (р. 1937), актёр театра и кино, народный артист России.
- 2024
  - Таро Акэбоно (Чедвик Хахео Роуэн р. 1969), американо-японский борец сумо и рестлер, 64-й ёкодзуна.
  - Лорена Веласкес (р. 1937), мексиканская актриса театра и кино.
- 2025 — Макс Ромео (Максвел Ливингстон Смит) (р. 1944), ямайский регги-исполнитель.

## Народный календарь, приметы и фольклор Руси
Берещенье. Кирилл.
- В старину на Руси в этот день слушали берёзы.
- Берёзовым соком отпаивали больных: чистили кровь, выгоняли недуги из желудка[12].